# Simone Jouglas
Simone Marie Gabrielle Jouglas, née le 5 avril 1907 à Agde, décédée le 31 juillet  2001 à Allauch, est une célèbre santonnière de Provence, céramiste de formation.

## Biographie
Simone Jouglas voit le jour à Agde, où son père Ernest Victor est capitaine au 17e régiment d’infanterie. Il déménagent ensuite à Digne en 1909, son père est alors fait Chevalier de la Légion d'Honneur. Admis comme officier de réserve en aout 1914, il s'installe d'abord à Béziers dans la famille de son épouse, puis définitivement à Marseille après la Première Guerre mondiale.
Elle entame des études pour devenir céramiste dentaire. Une visite à l'académie des Beaux-Arts de Marseille consacrée aux techniques de moulage va modifier ce cursus. En 1938, elle y entre comme élève et y rencontre Paule Manzo née Thibon (1914-2001), dont le père est également officier dans l’armée.
Son père s'éteint à Marseille en janvier 1930, sa mère en janvier 1944. Son frère ainé Robert Jouglas, alias Hegen Clavel, est résistant au maquis du plateau des Glières. Il est exécuté à Marseille en 1944. Elle participera elle aussi au mouvement de la résistance sur la région de Marseille. 
Seule, elle subsiste grâce à son activité de céramiste, dont elle fait sa principale activité à partir de 1944.
Elle s’éteint le 31 juillet 2001, à l’âge de 94 ans. Elle reste une référence dans le secteur des santonniers,,,,.

## Les santons de Provence Simone Jouglas
Privée de son matériel pendant la guerre, elle commence alors à sculpter des têtes de santons de crèche dont le visage est à l'image de personnalités connues. Ces visages si particuliers deviendront la marque distinctive des santons de Simone Jouglas. Dans le développement de son activité, elle est aidée par sa camarade de l'académie des beaux-arts de Marseille, Paule Manzo. Son travail commence à être remarqué par les amateurs de santons dès 1943.
Après la sculpture des corps, l'étape suivante est d'habiller ses santons. Elle s'inspire en cela de l’abbé Sumien (1857-1934), factoteur de santons de tradition napolitaine. Son œuvre rassemble plus de cent visages différents transposés sur plus de deux cents sujets.
Hauts d’une trentaine de centimètres, ses santons sont en terre cuite et figurent des personnages de la crèche et d'anciens métiers provençaux revêtus de costumes authentiques en tissus parfois anciens, dont certains figurent dans la célèbre collection de crèches de Paul Chaland, ancien éditeur en chef de Paris-Match.
En 1952, elle est faite chevalier de l'Ordre du Mérite artisanal, récompensée par le diplôme de Meilleur ouvrier de France en 1965. En 1966 elle reçoit la Médaille d'or du Mérite National Français. Elle reçoit des commandes de crèches provençales animées de la part d'Air France et de la Mairie de Paris.
Dans les années 1960/1970, Simone Jouglas s'associe un temps avec un autre santonnier, Jean Edouard pour réaliser des pièces qui portent leurs deux signatures. 
À la fin des années 1970, Simone Jouglas place à la tête de son entreprise, la fille de son amie Paule, Régine Manzo et son époux, André Pinatel. Plus tard, leur fille, Agnès Pinatel-Arnaud prend suite de sa mère et sa grand-mère.

## Galerie d'images

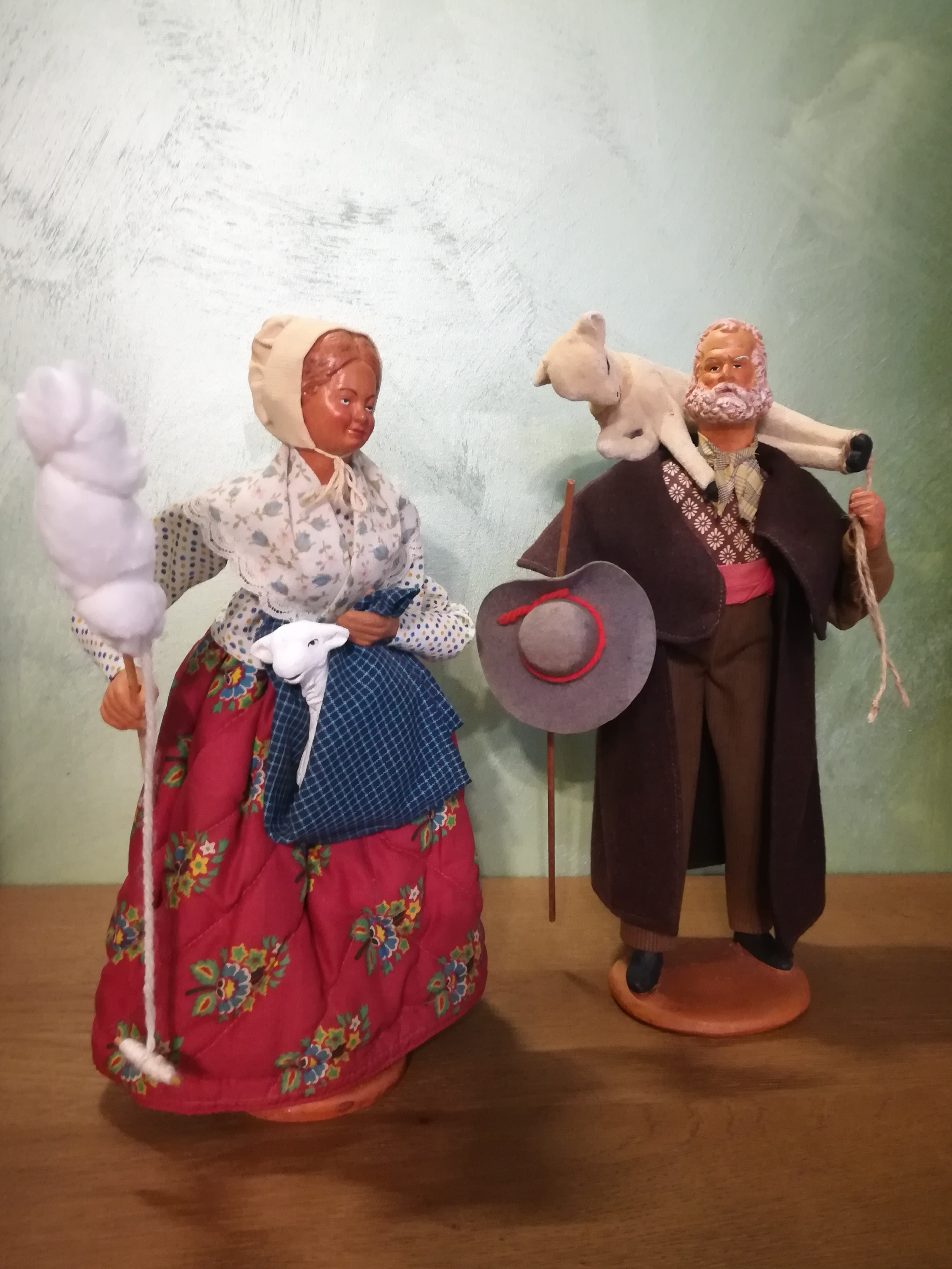
Jeune bergère et vieux berger
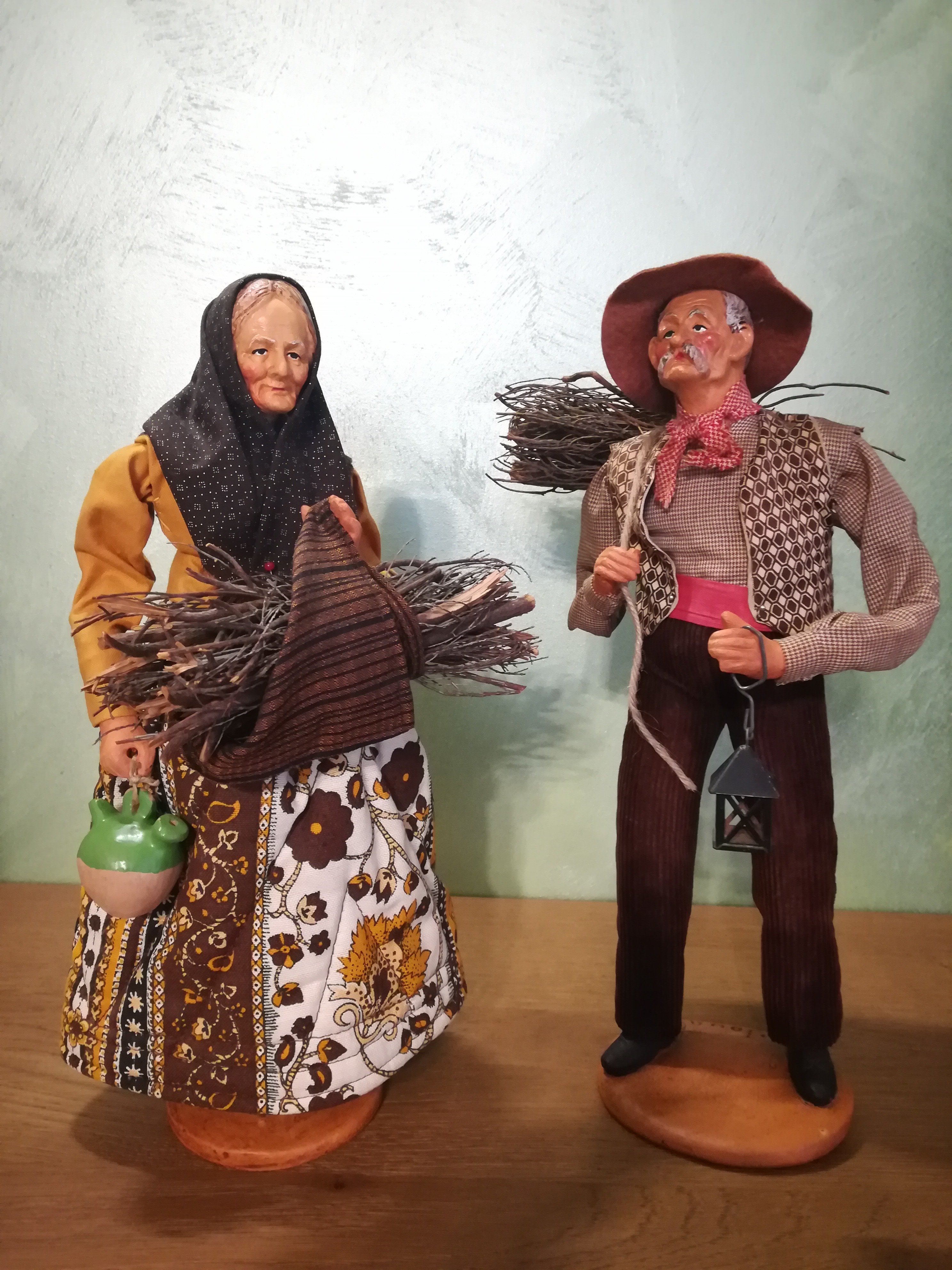
Femme et homme au fagot
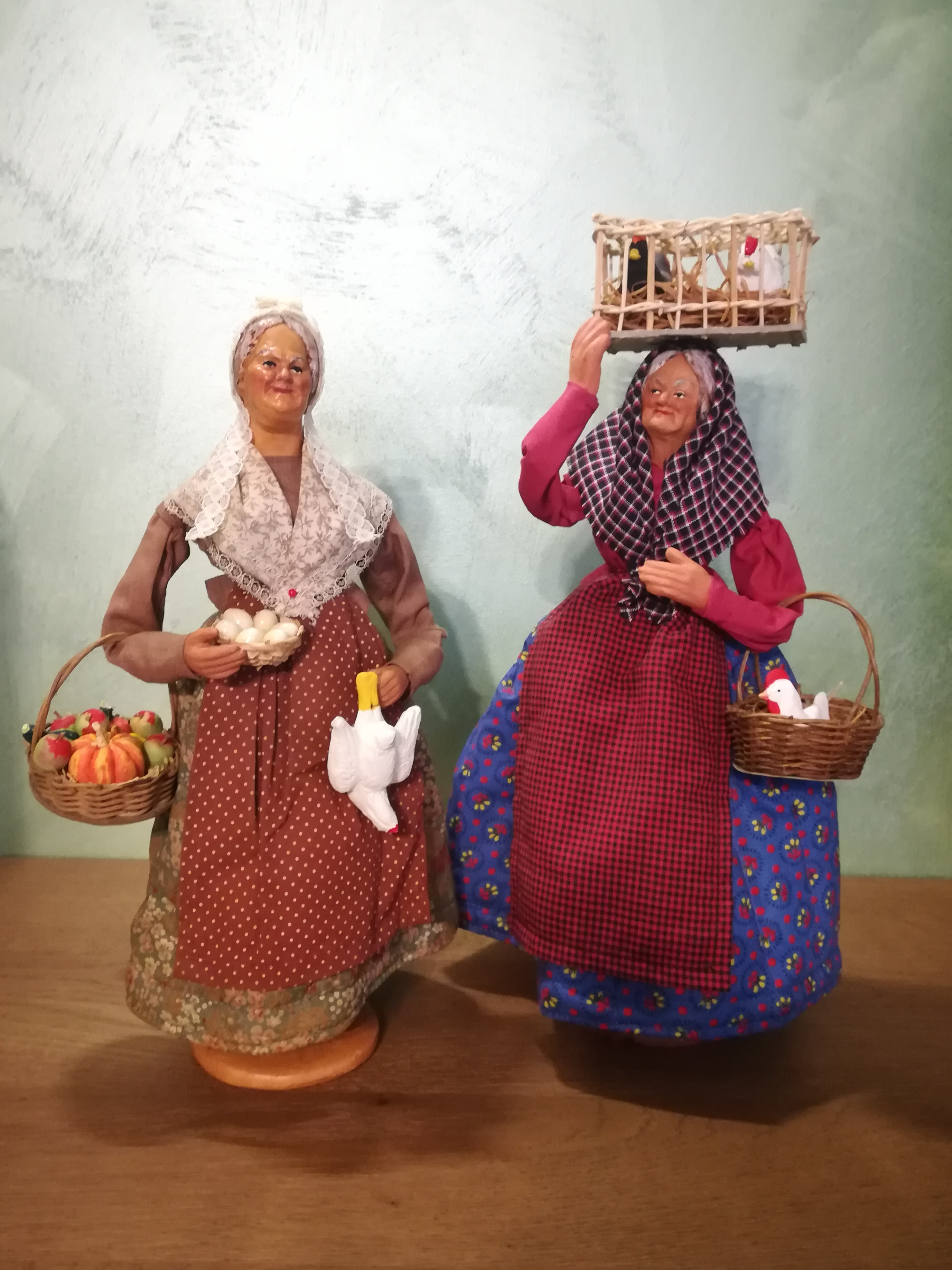
Paysanne et femme à la cage des poules.
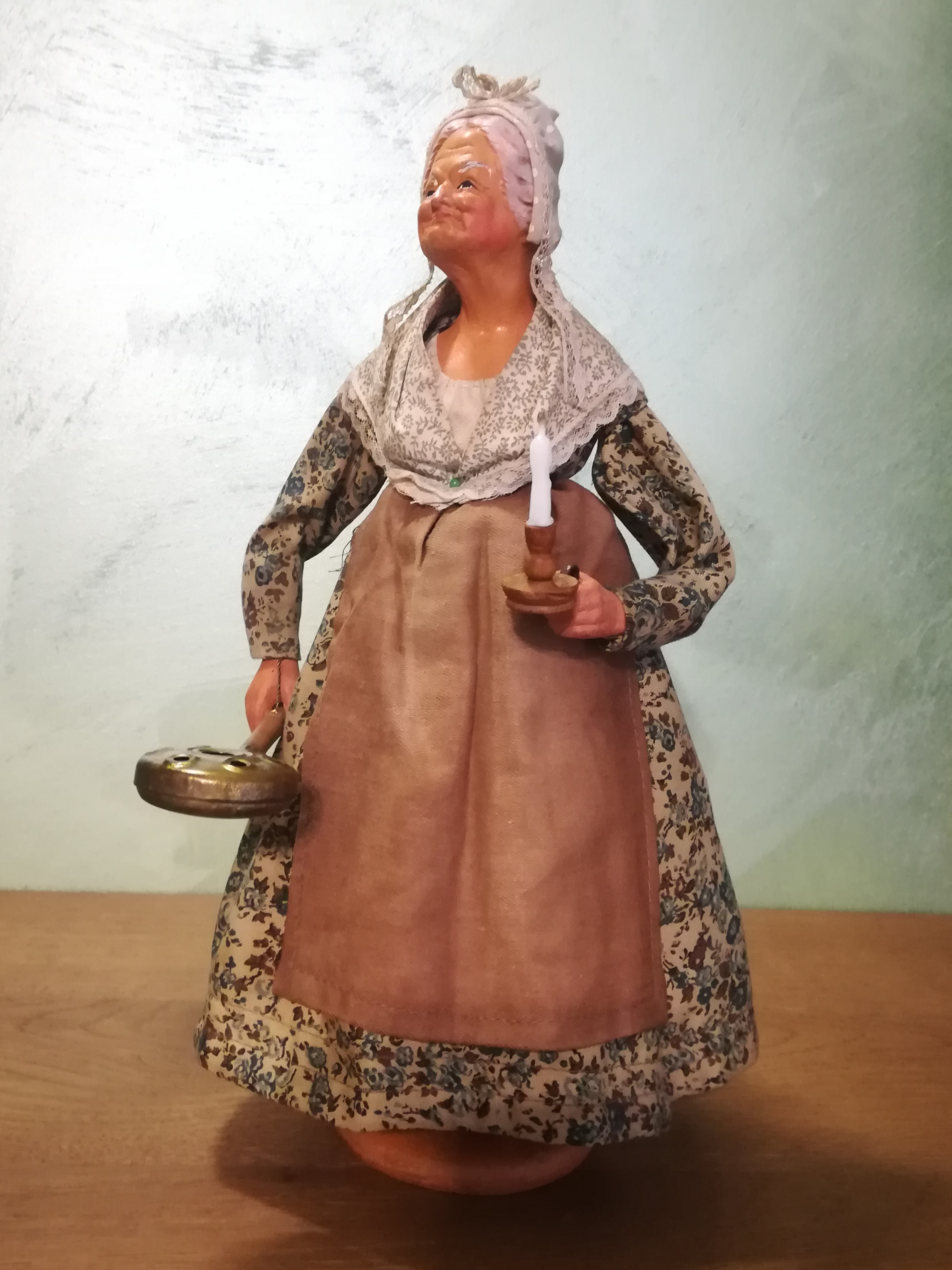
Femme à la bassinoire et au bougeoir.
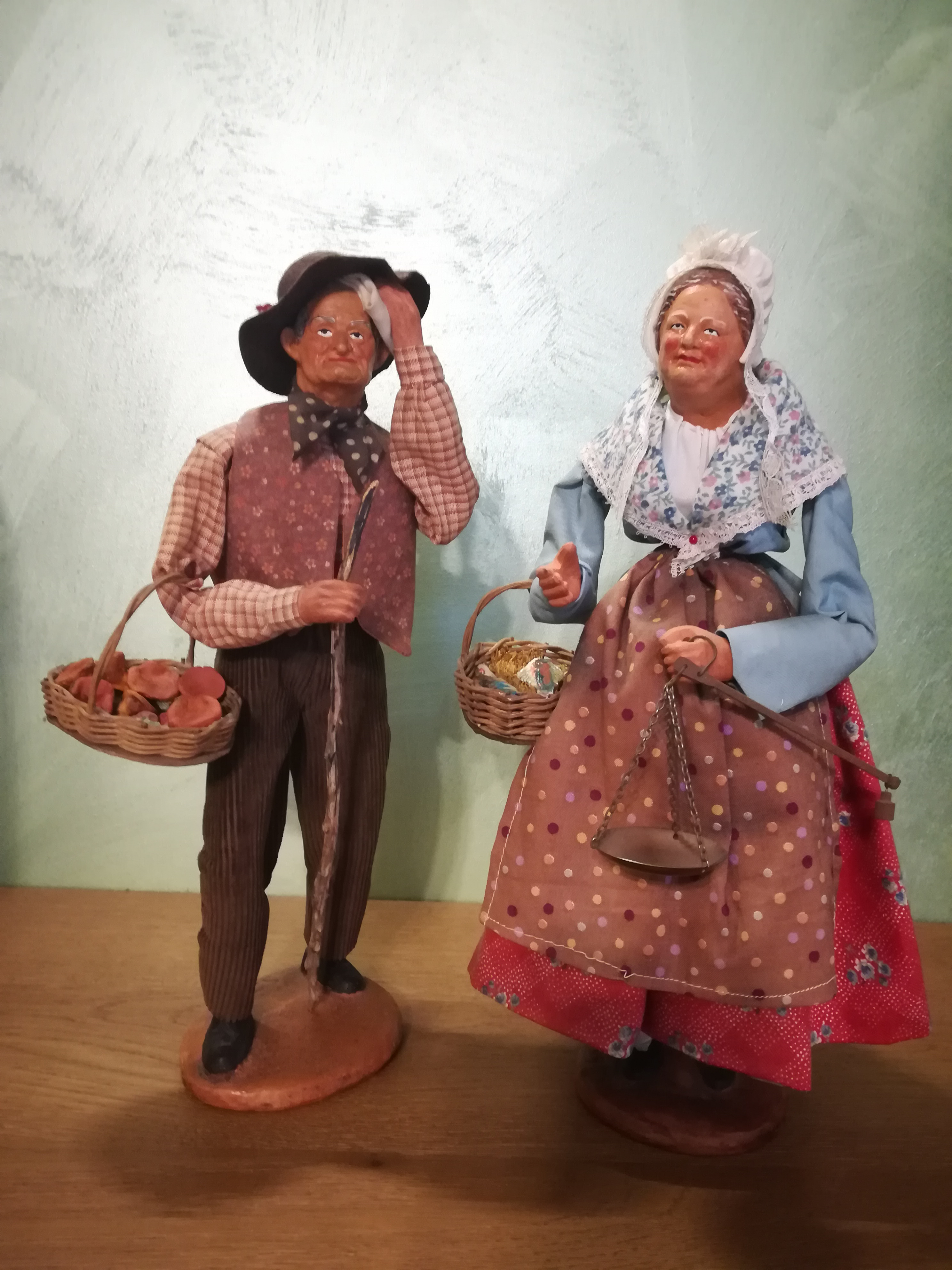
Le transpireur et la poissonnière.
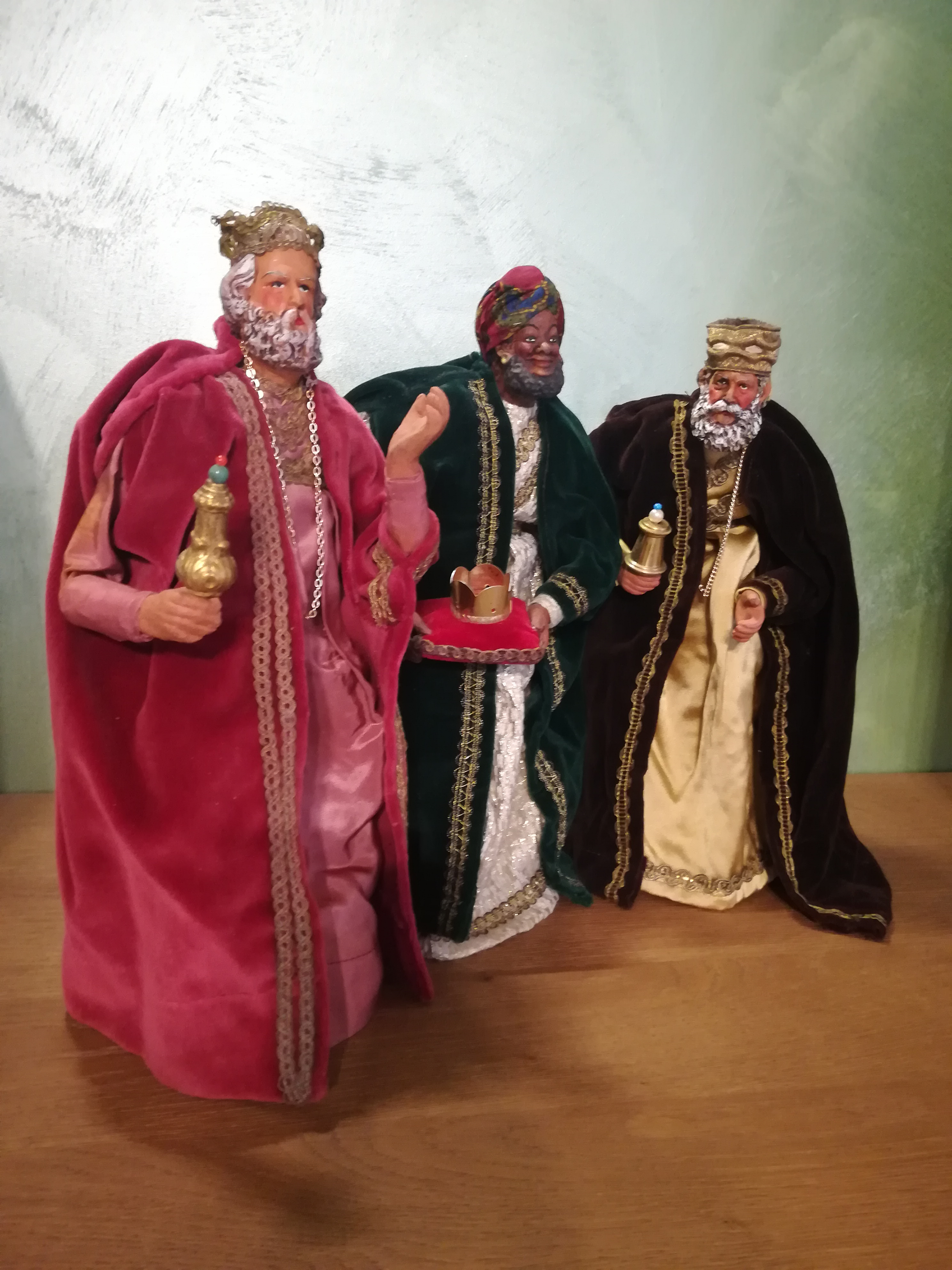
Les Rois Mages.
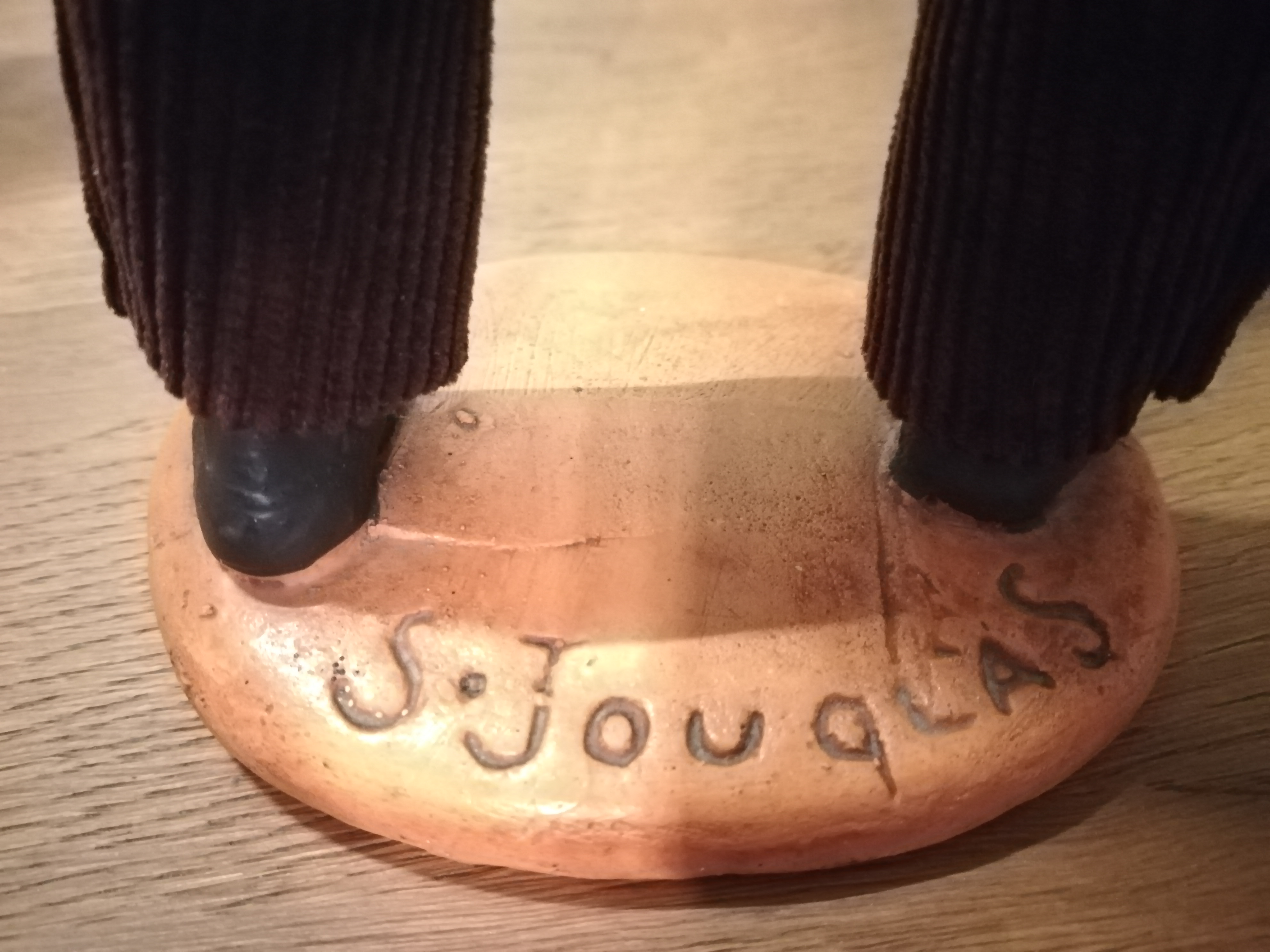
Signature de Simone Jouglas.